# Jevgenij Gavrilenko
Jevgenij Michailovitj Gavrilenko (ryska: Евгений Михайлович Гавриленко), född den 5 april 1951 i Homel, Vitryska SSR, Sovjetunionen, är en sovjetisk friidrottare inom häcklöpning.
Han tog OS-brons på 400 meter häck vid friidrottstävlingarna 1976 i Montréal. 